# مين ودج رع
كان سيهاتور (بالإنجليزية: Menwadjre Sihathor) حاكمًا، وقد زال حكمه سريعًا من الأسرة الـ 13 في أواخر المملكة الوسطى. لم يتمتع سيهاتور أبدًا بحكمٍ مستقلٍ، وحكم لبضعة أشهر فقط كشريك حكم مع شقيقه نفرحوتب الأول. وفقًا لما ذكره عالم المصريات كيم ريهولت، تُوفي سيهاتور في عام 1733 قبل الميلاد، وكان ذلك قبل فترة وجيزة من وفاة نفر حتب بينما يقرر ديتليف فرانكي عهده القصير إلى 1694 قبل الميلاد، ومن المرجح أن يكون قبره غير مكتمل يقع بين مقابر إخوانه في أبيدوس.